# Llista de Béns Culturals d'Interès Nacional de la Garrotxa
Llista de Béns Culturals d'Interès Nacional de la Garrotxa inscrits en el Registre de Béns Culturals d'Interès Nacional (BCIN) del Departament de Cultura de la Generalitat de Catalunya per a la comarca de la Garrotxa. Inclou els béns immobles més rellevants del patrimoni cultural que tenen la categoria de protecció de major rang com a unitat singular, conjunt, espai o zona amb valors culturals, històrics o tècnics.
L'any 2018, la Garrotxa comptava amb 57 béns culturals d'interès nacional classificats en 51 monuments històrics, 4 conjunts històrics i 2 zones arqueològiques. A continuació es mostren les últimes dades disponibles ordenades per municipis.

## Patrimoni arquitectònic
| Monument                                                                      | Protecció       | Estil/època                                                           | Localització                                                            | Coordenades                                          | Codi?         | Imatge |
| ----------------------------------------------------------------------------- | --------------- | --------------------------------------------------------------------- | ----------------------------------------------------------------------- | ---------------------------------------------------- | ------------- | --- |
| Castell d'Argelaguer                                                          | BCIN 479-MH     | Renaixement, obra popular XVI                                         | Argelaguer C. Muralla, 1                                                | 42° 12′ 50″ N, 2° 38′ 30″ E / 42.213889°N,2.641667°E | RI-51-0005793 | Castell d'Argelaguer · Vegeu més fotos d'aquest monument · Carregueu una nova foto d'aquest monument                                                                           |
| Castell de Montpalau, Palau d'Amunt i capella de Santa Magdalena de Montpalau | BCIN 776-MH     | Obra popular Medieval                                                 | Argelaguer Turó de Santa Magdalena                                      | 42° 12′ 21″ N, 2° 36′ 29″ E / 42.205958°N,2.608056°E | RI-51-0005794 | Castell de Montpalau (Argelaguer) · Vegeu més fotos d'aquest monument · Carregueu una nova foto d'aquest monument                                                              |
| Centre històric de Besalú                                                     | BCIN 69-CH-EN   | Romànic XII                                                           | Besalú                                                                  | 42° 11′ 55″ N, 2° 41′ 51″ E / 42.19871°N,2.69738°E   | RI-53-0000070 | Centre històric de Besalú · Vegeu més fotos d'aquest monument · Carregueu una nova foto d'aquest monument                                                                      |
| Església de Santa Maria                                                       | BCIN 70-MH      | Romànic XII                                                           | Besalú                                                                  | 42° 12′ 00″ N, 2° 41′ 59″ E / 42.200028°N,2.699796°E | RI-51-0000561 | Església de Santa Maria (Besalú) · Vegeu més fotos d'aquest monument · Carregueu una nova foto d'aquest monument                                                               |
| Pont Medieval                                                                 | BCIN 71-MH      | Romànic XII-XIV                                                       | Besalú                                                                  | 42° 11′ 58″ N, 2° 42′ 06″ E / 42.199361°N,2.701528°E | RI-51-0001247 | Pont Medieval (Besalú) · Vegeu més fotos d'aquest monument · Carregueu una nova foto d'aquest monument                                                                         |
| Església de Sant Pere                                                         | BCIN 80-MH      | Romànic, barroc XII                                                   | Besalú Pl. Prat de Sant Pere                                            | 42° 11′ 53″ N, 2° 41′ 56″ E / 42.198056°N,2.69875°E  | RI-51-0000559 | Església de Sant Pere (Besalú) · Vegeu més fotos d'aquest monument · Carregueu una nova foto d'aquest monument                                                                 |
| Església de Sant Vicenç                                                       | BCIN 81-MH      | Romànic, gòtic XII-XIII, XIV, XVII                                    | Besalú C. de Sant Vicenç - c. Safont                                    | 42° 11′ 58″ N, 2° 41′ 54″ E / 42.199583°N,2.698333°E | RI-51-0000560 | Església de Sant Vicenç (Besalú) · Vegeu més fotos d'aquest monument · Carregueu una nova foto d'aquest monument                                                               |
| Castell Comtal de Besalú                                                      | BCIN 1251-MH    | Medieval                                                              | Besalú                                                                  | 42° 11′ 58″ N, 2° 41′ 58″ E / 42.199444°N,2.699444°E | RI-51-0005802 | Castell Comtal de Besalú · Vegeu més fotos d'aquest monument · Carregueu una nova foto d'aquest monument                                                                       |
| Recinte emmurallat de Besalú                                                  | BCIN 1252-MH    | XII-XIV                                                               | Besalú                                                                  | 42° 11′ 56″ N, 2° 42′ 02″ E / 42.19901°N,2.70068°E   | RI-51-0005803 | Recinte emmurallat de Besalú · Vegeu més fotos d'aquest monument · Carregueu una nova foto d'aquest monument                                                                   |
| La Miqvé, Casa dels Banys Jueus, Lavatori Jueu                                | BCIN 4242-ZA    | Romànic XII                                                           | Besalú C. del Prat                                                      | 42° 11′ 57″ N, 2° 42′ 02″ E / 42.199076°N,2.700422°E | IPA-9889      | La Miqvé (Besalú) · Vegeu més fotos d'aquest monument · Carregueu una nova foto d'aquest monument                                                                              |
| Sant Sepulcre de Palera                                                       | BCIN 82-MH      | Romànic XII                                                           | Beuda Palera                                                            | 42° 13′ 26″ N, 2° 41′ 55″ E / 42.223889°N,2.698611°E | RI-51-0001623 | Sant Sepulcre de Palera (Beuda) · Vegeu més fotos d'aquest monument · Carregueu una nova foto d'aquest monument                                                                |
| Castell de Beuda o Castellot de les Bruixes                                   | BCIN 542-MH     | Romànic XI, XIII                                                      | Beuda                                                                   | 42° 14′ 17″ N, 2° 42′ 16″ E / 42.237917°N,2.704444°E | RI-51-0005806 | Castell de Beuda · Vegeu més fotos d'aquest monument · Carregueu una nova foto d'aquest monument                                                                               |
| Castell Nou de Beuda del Pla                                                  | BCIN 543-MH     | Gòtic XV                                                              | Beuda                                                                   | 42° 14′ 20″ N, 2° 42′ 20″ E / 42.239010°N,2.705496°E | RI-51-0005807 | Castell Nou de Beuda del Pla (Beuda) · Vegeu més fotos d'aquest monument · Carregueu una nova foto d'aquest monument                                                           |
| Puig del Far, Castell de Falgars                                              | BCIN 544-MH     | Romà                                                                  | Beuda Segueró                                                           | 42° 15′ 21″ N, 2° 43′ 50″ E / 42.255722°N,2.7305°E   | RI-51-0005808 | Puig del Far (Beuda) · Vegeu més fotos d'aquest monument · Carregueu una nova foto d'aquest monument                                                                           |
| Castell i restes de muralles de Castellfollit                                 | BCIN 650-MH     | XII                                                                   | Castellfollit de la Roca i Sant Joan les Fonts                          | 42° 13′ 12″ N, 2° 33′ 18″ E / 42.2201°N,2.554914°E   | RI-51-0005855 | Castell i restes de muralles de Castellfollit (Castellfollit de la Roca i Sant Joan les Fonts) · Vegeu més fotos d'aquest monument · Carregueu una nova foto d'aquest monument |
| Castell de Dosquers                                                           | BCIN 1011-MH    | Romànic XII-XIII                                                      | Maià de Montcal                                                         | 42° 11′ 47″ N, 2° 45′ 01″ E / 42.196389°N,2.750278°E | RI-51-0005955 | Carregueu una nova foto d'aquest monument |
| Escut de Can Traver                                                           | BCIN 3941-MH    | Neoclassicisme XIX                                                    | Maià de Montcal Veïnat de Can Traver                                    | 42° 12′ 38″ N, 2° 43′ 38″ E / 42.2105°N,2.727167°E   | IPA-9958      | Carregueu una nova foto d'aquest monument |
| Castell de Montagut o Castell del Cós                                         | BCIN 1054-MH    | Medieval, XIX                                                         | Montagut i Oix                                                          | 42° 13′ 51″ N, 2° 34′ 20″ E / 42.230833°N,2.572222°E | RI-51-0005958 | Castell de Montagut (Montagut i Oix) · Vegeu més fotos d'aquest monument · Carregueu una nova foto d'aquest monument                                                           |
| Castell d'Oix o Casal del Barutell                                            | BCIN 1055-MH-EN | Gòtic XV-XVI, XX                                                      | Montagut i Oix                                                          | 42° 16′ 25″ N, 2° 31′ 54″ E / 42.273611°N,2.531667°E | RI-51-0005959 | Castell d'Oix (Montagut i Oix) · Vegeu més fotos d'aquest monument · Carregueu una nova foto d'aquest monument                                                                 |
| Castell del Montpetit                                                         | BCIN 1056-MH    | Medieval                                                              | Montagut i Oix                                                          | 42° 15′ 45″ N, 2° 29′ 55″ E / 42.2625°N,2.498611°E   | RI-51-0005961 | Carregueu una nova foto d'aquest monument |
| Castell de Pera                                                               | BCIN 1057-MH    | Medieval                                                              | Montagut i Oix                                                          | 42° 17′ 03″ N, 2° 29′ 41″ E / 42.2841°N,2.49472°E    | RI-51-0005960 | Castell Masia de Pera (Montagut i Oix) · Vegeu més fotos d'aquest monument · Carregueu una nova foto d'aquest monument                                                         |
| Torre de Talaixà                                                              | BCIN 1058-MH    | Medieval                                                              | Montagut i Oix Talaixà                                                  | 42° 18′ 08″ N, 2° 34′ 14″ E / 42.302222°N,2.570556°E | RI-51-0005962 | Torre de Talaixà (Montagut i Oix) · Vegeu més fotos d'aquest monument · Carregueu una nova foto d'aquest monument                                                              |
| Cabeces                                                                       | BCIN 1059-MH    | XV-XVI                                                                | Montagut i Oix Vall d'Hortmoier                                         | 42° 17′ 59″ N, 2° 32′ 13″ E / 42.29981°N,2.53685°E   | RI-51-0005963 | Carregueu una nova foto d'aquest monument |
| Castell de s'Espasa, o Castell Sespasa                                        | BCIN 1387-MH    | Medieval                                                              | Montagut i Oix                                                          | 42° 16′ 52″ N, 2° 35′ 18″ E / 42.281111°N,2.588333°E | RI-51-0006064 | Castell de s'Espasa (Montagut i Oix) · Vegeu més fotos d'aquest monument · Carregueu una nova foto d'aquest monument                                                           |
| Claustre de l'antic Convent del Carme                                         | BCIN 169-MH     | Renaixement XVI-XVII                                                  | Olot C. Pare Antoni Soler                                               | 42° 11′ 00″ N, 2° 29′ 32″ E / 42.183472°N,2.492222°E | RI-51-0004163 | Claustre de l'antic Convent del Carme (Olot) · Vegeu més fotos d'aquest monument · Carregueu una nova foto d'aquest monument                                                   |
| Casa Solà-Morales                                                             | BCIN 170-MH     | Neoclassicisme, modernisme Lluís Domènech i Montaner XVIII, XX (1916) | Olot Pg. d'en Blay, 38-40                                               | 42° 11′ 00″ N, 2° 29′ 13″ E / 42.18325°N,2.486944°E  | RI-51-0004300 | Casa Solà-Morales (Olot) · Vegeu més fotos d'aquest monument · Carregueu una nova foto d'aquest monument                                                                       |
| Hospici d'Olot, o Museu de la Garrotxa                                        | BCIN 369-MH-EN  | Barroc XVIII                                                          | Olot                                                                    | 42° 10′ 52″ N, 2° 29′ 22″ E / 42.18122°N,2.48937°E   | IPA-423       | Hospici d'Olot · Vegeu més fotos d'aquest monument · Carregueu una nova foto d'aquest monument                                                                                 |
| Teatre Municipal                                                              | BCIN 370-MH-EN  | Eclecticisme XIX-XX                                                   | Olot                                                                    | 42° 10′ 57″ N, 2° 29′ 14″ E / 42.18256°N,2.48726°E   | IPA-424       | Teatre Municipal (Olot) · Vegeu més fotos d'aquest monument · Carregueu una nova foto d'aquest monument                                                                        |
| Castell Coll, o Torre del Castell Coll                                        | BCIN 1136-MH    | XIV-XV                                                                | Olot                                                                    | 42° 11′ 46″ N, 2° 27′ 44″ E / 42.196130°N,2.462206°E | RI-51-0005969 | Castell Coll (Olot) · Vegeu més fotos d'aquest monument · Carregueu una nova foto d'aquest monument                                                                            |
| Torre de les Bisaroques                                                       | BCIN 1137-MH    | Obra popular Medieval, XIX                                            | Olot                                                                    | 42° 10′ 56″ N, 2° 30′ 11″ E / 42.182222°N,2.503056°E | RI-51-0005970 | Torre de les Bisaroques (Olot) · Vegeu més fotos d'aquest monument · Carregueu una nova foto d'aquest monument                                                                 |
| Torres del Turó de Sant Francesc                                              | BCIN 1138-MH    | Obra popular XIX                                                      | Olot Volcà Montsacopa                                                   | 42° 11′ 18″ N, 2° 29′ 22″ E / 42.188278°N,2.489444°E | RI-51-0005971 | Torres del Turó de Sant Francesc (Olot) · Vegeu més fotos d'aquest monument · Carregueu una nova foto d'aquest monument                                                        |
| Mas Ventós                                                                    | BCIN 1884-MH-EN | Barroc, obra popular XVIII                                            | Olot Barri de les Fonts                                                 | 42° 10′ 19″ N, 2° 29′ 46″ E / 42.171944°N,2.496111°E | RI-51-0007063 | Mas Ventós (Olot) · Vegeu més fotos d'aquest monument · Carregueu una nova foto d'aquest monument                                                                              |
| Església de Sant Esteve d'Olot                                                | BCIN 1885-MH-EN | Neoclassicisme XVIII-XIX                                              | Olot Pl. Rector Ferrer                                                  | 42° 10′ 56″ N, 2° 29′ 18″ E / 42.182222°N,2.488333°E | RI-51-0007065 | Església de Sant Esteve (Olot) · Vegeu més fotos d'aquest monument · Carregueu una nova foto d'aquest monument                                                                 |
| Torre Castanys, o Museu Comarcal de la Garrotxa, Museu dels Volcans           | BCIN 4169-MH    | Eclecticisme XIX                                                      | Olot Parc Nou                                                           | 42° 10′ 16″ N, 2° 28′ 48″ E / 42.171239°N,2.480065°E | RI-51-0001354 | Torre Castanys (Olot) · Vegeu més fotos d'aquest monument · Carregueu una nova foto d'aquest monument                                                                          |
| Castell d'Hostoles                                                            | BCIN 1246-MH    | Romànic XII-XIII, XV                                                  | Les Planes d'Hostoles i Sant Feliu de Pallerols Puig de les Forques     | 42° 04′ 13″ N, 2° 31′ 51″ E / 42.070139°N,2.530833°E | RI-51-0006028 | Castell d'Hostoles (les Planes d'Hostoles i Sant Feliu de Pallerols) · Vegeu més fotos d'aquest monument · Carregueu una nova foto d'aquest monument                           |
| Castell de Puig-alder                                                         | BCIN 1247-MH    | Obra popular Medieval                                                 | Les Planes d'Hostoles Cogolls                                           | 42° 05′ 52″ N, 2° 32′ 01″ E / 42.097778°N,2.533611°E | RI-51-0006029 | Castell de Puig-alder (les Planes d'Hostoles) · Vegeu més fotos d'aquest monument · Carregueu una nova foto d'aquest monument                                                  |
| La Torre                                                                      | BCIN 1322-MH    | Obra popular XII-XVI                                                  | Les Preses Veïnat de la Boada                                           | 42° 08′ 24″ N, 2° 27′ 55″ E / 42.140117°N,2.465373°E | RI-51-0006042 | Carregueu una nova foto d'aquest monument |
| Torre Rodona                                                                  | BCIN 1372-MH    | Romànic, gòtic XII-XIII                                               | Riudaura Pl. de l'Església                                              | 42° 11′ 16″ N, 2° 24′ 30″ E / 42.187681°N,2.408472°E | RI-51-0006048 | Torre Rodona (Riudaura) · Vegeu més fotos d'aquest monument · Carregueu una nova foto d'aquest monument                                                                        |
| Castell de Sales                                                              | BCIN 1386-MH    | Gòtic XIV-XV                                                          | Sales de Llierca                                                        | 42° 14′ 37″ N, 2° 38′ 41″ E / 42.243611°N,2.644722°E | RI-51-0006063 | Castell de Sales (Sales de Llierca) · Vegeu més fotos d'aquest monument · Carregueu una nova foto d'aquest monument                                                            |
| Castell de Finestres                                                          | BCIN 1422-MH    | IX-X                                                                  | Sant Aniol de Finestres                                                 | 42° 06′ 49″ N, 2° 35′ 45″ E / 42.113611°N,2.595833°E | RI-51-0006065 | Castell de Finestres (Sant Aniol de Finestres) · Vegeu més fotos d'aquest monument · Carregueu una nova foto d'aquest monument                                                 |
| Castell de Colltort                                                           | BCIN 1455-MH    | Medieval                                                              | Sant Feliu de Pallerols i Santa Pau                                     | 42° 07′ 56″ N, 2° 31′ 58″ E / 42.132299°N,2.532706°E | RI-51-0006070 | Castell de Colltort (Sant Feliu de Pallerols) · Vegeu més fotos d'aquest monument · Carregueu una nova foto d'aquest monument                                                  |
| Castell de la Miana                                                           | BCIN 1456-MH    |                                                                       | Sant Ferriol                                                            | 42° 10′ 43″ N, 2° 37′ 52″ E / 42.178611°N,2.631111°E | RI-51-0006071 | Castell de la Miana (Sant Ferriol) · Vegeu més fotos d'aquest monument · Carregueu una nova foto d'aquest monument                                                             |
| Torre de vigilància                                                           | BCIN 1842-MH    |                                                                       | Sant Jaume de Llierca No trobada, possiblement del castell de Montpalau |                                                      | RI-51-0006080 | Carregueu una nova foto d'aquest monument |
| Casa Juvinyà                                                                  | BCIN 197-MH     | Romànic XII-XIII                                                      | Sant Joan les Fonts                                                     | 42° 12′ 40″ N, 2° 30′ 27″ E / 42.211194°N,2.5075°E   | RI-51-0003888 | Casa Juvinyà (Sant Joan les Fonts) · Vegeu més fotos d'aquest monument · Carregueu una nova foto d'aquest monument                                                             |
| Església de Sant Joan les Fonts                                               | BCIN 200-MH     | Romànic XIII                                                          | Sant Joan les Fonts                                                     | 42° 13′ 02″ N, 2° 30′ 54″ E / 42.217299°N,2.515041°E | RI-51-0004469 | Església de Sant Joan les Fonts · Vegeu més fotos d'aquest monument · Carregueu una nova foto d'aquest monument                                                                |
| Castell de Mont-ros                                                           | BCIN 1479-MH    |                                                                       | Sant Joan les Fonts                                                     | 42° 12′ 26″ N, 2° 33′ 01″ E / 42.207222°N,2.550278°E | RI-51-0006084 | Carregueu una nova foto d'aquest monument |
| La Torre de Canadell                                                          | BCIN 1480-MH    | XIV                                                                   | Sant Joan les Fonts                                                     | 42° 13′ 28″ N, 2° 31′ 56″ E / 42.224444°N,2.532222°E | RI-51-0006085 | La Torre de Canadell (Sant Joan les Fonts) · Vegeu més fotos d'aquest monument · Carregueu una nova foto d'aquest monument                                                     |
| Vila Vella de Santa Pau                                                       | BCIN 186-CH-EN  | Gòtic XII                                                             | Santa Pau Pl. Major i voltants                                          | 42° 08′ 41″ N, 2° 34′ 20″ E / 42.14483°N,2.57213°E   | RI-53-0000130 | Vila Vella de Santa Pau · Vegeu més fotos d'aquest monument · Carregueu una nova foto d'aquest monument                                                                        |
| Castell de Santa Pau                                                          | BCIN 1844-MH    | Gòtic XII-XVII                                                        | Santa Pau                                                               | 42° 08′ 41″ N, 2° 34′ 18″ E / 42.144722°N,2.571667°E | RI-51-0006107 | Castell de Santa Pau · Vegeu més fotos d'aquest monument · Carregueu una nova foto d'aquest monument                                                                           |
| Recinte emmurallat de Santa Pau                                               | BCIN 1845-MH    | XIV                                                                   | Santa Pau                                                               | 42° 08′ 41″ N, 2° 34′ 17″ E / 42.144722°N,2.571389°E | RI-51-0006108 | Recinte emmurallat de Santa Pau · Vegeu més fotos d'aquest monument · Carregueu una nova foto d'aquest monument                                                                |
| Força de Bellpuig                                                             | BCIN 1670-MH    | Medieval                                                              | Tortellà                                                                | 42° 14′ 30″ N, 2° 37′ 04″ E / 42.241667°N,2.617778°E | RI-51-0006137 | Carregueu una nova foto d'aquest monument |
| Els Hostalets d'en Bas                                                        | BCIN 228-CH-EN  | Obra popular XVIII                                                    | La Vall d'en Bas                                                        | 42° 06′ 07″ N, 2° 27′ 02″ E / 42.102030°N,2.450556°E | RI-53-0000114 | Els Hostalets d'en Bas (la Vall d'en Bas) · Vegeu més fotos d'aquest monument · Carregueu una nova foto d'aquest monument                                                      |
| Castell del Mallol                                                            | BCIN 1700-MH    | Medieval                                                              | La Vall d'en Bas Cim del puig del Mallol                                | 42° 08′ 59″ N, 2° 26′ 23″ E / 42.149722°N,2.439722°E | RI-51-0006145 | Castell del Mallol (la Vall d'en Bas) · Vegeu més fotos d'aquest monument · Carregueu una nova foto d'aquest monument                                                          |
| Casal de Puigpardines                                                         | BCIN 1701-MH    | Obra popular XII-XIII                                                 | La Vall d'en Bas Puigpardines, prop del mas Toralles                    | 42° 08′ 26″ N, 2° 25′ 43″ E / 42.140556°N,2.428611°E | RI-51-0006146 | Casal de Puigpardines (la Vall d'en Bas) · Vegeu més fotos d'aquest monument · Carregueu una nova foto d'aquest monument                                                       |
| Castell de Castelló d'en Bas                                                  | BCIN 1706-MH    | XIII-XIV                                                              | La Vall d'en Bas                                                        | 42° 06′ 07″ N, 2° 25′ 52″ E / 42.101944°N,2.431111°E | RI-51-0006144 | Castell de Castelló d'en Bas (la Vall d'en Bas) · Vegeu més fotos d'aquest monument · Carregueu una nova foto d'aquest monument                                                |
| El Mallol                                                                     | BCIN 1933-CH-EN | Obra popular Medieval                                                 | La Vall d'en Bas                                                        | 42° 08′ 57″ N, 2° 26′ 22″ E / 42.149172°N,2.439422°E | RI-53-0000487 | El Mallol (la Vall d'en Bas) · Vegeu més fotos d'aquest monument · Carregueu una nova foto d'aquest monument                                                                   |
| La Torre de la Vall del Bac                                                   | BCIN 1704-MH    |                                                                       | La Vall de Bianya                                                       | 42° 15′ 53″ N, 2° 27′ 11″ E / 42.264722°N,2.453056°E | RI-51-0006147 | La Torre de la Vall del Bac (la Vall de Bianya) · Vegeu més fotos d'aquest monument · Carregueu una nova foto d'aquest monument                                                |
| La Torre de Bianya, o Torre de Sant Pere                                      | BCIN 1705-MH    | XV                                                                    | La Vall de Bianya                                                       | 42° 12′ 34″ N, 2° 26′ 17″ E / 42.209439°N,2.438120°E | RI-51-0006148 | La Torre de Bianya (la Vall de Bianya) · Vegeu més fotos d'aquest monument · Carregueu una nova foto d'aquest monument                                                         |

## Patrimoni arqueològic
| Monument                  | Protecció    | Estil/època                        | Localització                                                             | Coordenades                                          | Codi?     | Imatge |
| ------------------------- | ------------ | ---------------------------------- | ------------------------------------------------------------------------ | ---------------------------------------------------- | --------- | --- |
| Via romana del Capsacosta | BCIN 2043-ZA | Obra pública, via. Romà (-218/476) | La Vall de Bianya i Sant Pau de Segúries passant pel coll del Capsacosta | 42° 15′ 12″ N, 2° 22′ 52″ E / 42.253260°N,2.381035°E | IPAPC-705 | Via romana del Capsacosta · Vegeu més fotos d'aquest monument · Carregueu una nova foto d'aquest monument |